# إكسبرس في بي إن
إكسبرس في بي إن (بالإنجليزية: ExpressVPN) هي عبارة عن خدمة شبكة خاصة افتراضية مقدمة من شركة Express Virgin International Ltd. المسجلة في جزر العذراء البريطانية، يتم تسويق البرنامج كأداة خصوصية وأمان لتشفير حركة مرور المستخدمين على الويب وإخفاء عناوين IP الخاصة بهم.
في عام 2018، قام موقعي TechRadar و Comparitech بتسمية خدمة إكسبرس في بي إن «اختيار المحررين».

## الميزات
خدمة إكسبرس في بي إن متاحة على أنظمة التشغيل ويندوز، ماك، لينكس، أندرويد، آي أو إس، بالإضافة إلى أجزة الراوتر.  تستخدم هذه الخدمة تشفير CA 4096-bit و AES-256-CBC و TLSv1.2 لتأمين حركة مرور المستخدم. وتشمل بروتوكولات الشبكة الخاصة الافتراضية OpenVPN (مع TCP / UDP) و SSTP و L2TP / IPSec و PPTP.

## الخوادم
اعتبارًا من مارس 2019، تدير إكسبرس في بي إن أكثر من 3000 خادم بعيد في 160 موقعًا و 94 دولة، أكبر عدد من الخوادم موجود في البرازيل وكندا والولايات المتحدة وفرنسا وألمانيا وإيطاليا وهولندا وإسبانيا والسويد وسويسرا والمملكة المتحدة وأستراليا وهونغ كونغ والهند واليابان وسنغافورة وكوريا الجنوبية وتايوان.

## الرقابة
في شهر يوليو 2017، أعلنت إكسبرس في بي إن في خطاب مفتوح أن شركة أبل قد أزالت جميع تطبيقات VPN من متجر تطبيقات آب ستور في الصين، وهو ما تم تأكيده لاحقًا من قبل صحيفة نيو يورك تايمز والعديد من وسائل الإعلام الأخرى. وفي ردها على أسئلة أعضاء مجلس الشيوخ الأمريكي، ذكرت شركة أبل أنها أزالت 674 تطبيقًا من تطبيقات VPN من متجر آب ستور في الصين عام 2017 بناءً على طلب الحكومة الصينية.

## اغتيال اندريه كارلوف
في شهر ديسمبر عام 2017، تم تسليط الضوء على إكسبرس في بي إن فيما يتعلق بالتحقيق في اغتيال السفير الروسي في تركيا أندريه كارلوف. استولى المحققون الأتراك على خادم إكسبرس في بي إن الذي يقولون إنه تم قد استخدم لحذف المعلومات ذات الصلة بعملية الاغتيال من حسابات جي ميل وفيسبوك الخاصة بالقاتل. ولم تتمكن السلطات التركية من العثور على أي سجلات للمساعدة في تحقيقاتها.

## التقييم
في 14 كانون الثاني (يناير) 2016، تم انتقاد إكسبرس في بي إن من قبل مهندس أمن معلومات السابق في شركة جوجل مارك بيفاند لأنها تستخدم تشفيرًا ضعيفًا. اكتشف بيفاند أنه تم استخدام مفتاح RSA 1024 بت فقط لتشفير اتصالات الخدمة، وذلك عندما حاول هذا المهندس اختبار قوة جدار الحماية العظيم في الصين. وصف بيفاند خدمة إكسبرس في بي إن بأنها «واحدة من أفضل موفري خدمات في بي إن التجارية في الصين»، وأكد أن الحكومة الصينية ستكون قادرة على التعامل مع مفاتيح RSA وفك تشفير الاتصال للتجسس على المستخدمين. في 25 يناير، أعلنت إكسبرس في بي إن أنها ستطرح قريباً شهادة المرجع المصدق (CA) التي تمت ترقيتها. وفي 15 فبراير، كتب بيفاند أن إكسبرس في بي إن قد أبلغته بأنها تحولت لاستخدام مفاتيح RSA 4096 بت.
في شهر مايو من عام 2017، قام محرر موقع PCMag UK «ماكس أيدي» بإجراء مراجة لخدمة إكسبرس في بي إن، سجلت الخدمة 4 من أصل 5 نقاط، وكانت النتيجة هي أنه على الرغم من أن الخدمة لم تكن الأسرع، إلا أنها «تحمي بالتأكيد بياناتك من اللصوص والجواسيس». وفي أكتوبر عام 2017، قام موقع TechRadar بإعطاء الخدمة 4.5 من أصل 5 نقاط، ووصف الموقع هذه الخدمة بأنها «متميزة مع مجموعة واسعة من الخوادم والأداء الموثوق به»، وفي مراجعة سبتمبر 2017،  أعطى موقع PC World الخدمة 3.5 نقاط من أصل 5، وأشاد بها من حيث سهلة الاستخدام وانتقد «السرية وراء من يدير الشركة». el حصلت الخدمة على 4.5 من 5 نقاط في مراجعة يوليو 2019 من قبل موقع VPNSelector، مما جعلها تحتل المرتبة الأولى متفوقة على كل الخدمات الأخرى.
في شهر ديسمبر 2017، أعلنت إكسبرس في بي إن عن مشروع "Privacy Research Lab"، بالإضافة إلى إطلاق أدوات اختبار التسريب مفتوحة المصدر على موقع غيت هاب. تُمكِّن الأدوات المستخدمين من تحديد ما إذا كان مزود خدمة VPN الخاص بهم يسرب معلومات حركة مرور الشبكة أو DNS أو عناوين IP الحقيقية الخاصة بالمستخدمين أثناء الاتصال بها.

## روابط خارجية
- الموقع الرسمي لإكسبرس في بي إن